# Adia cinerella
Espèce
Synonymes
- Adia oralis (Robineau-Desvoidy, 1830)
- Anthomyia pusilla (Meigen, 1826)
- Anthomyia trigonomaculata (Macquart, 1851)
- Anthomyia virescens (Macquart, 1851)
- Aricia interruptilinea (Zetterstedt, 1860)
- Aricia remorata (Holmgren, 1883)
- Chortophila excubans (Pandellé, 1900)
- Egle trigonigaster (Pandellé, 1900)
- Hylemyia similis (Fitch, 1856)
- Musca cinerella (Fallén, 1825)
- Nerina albipennis (Robineau-Desvoidy, 1830)
- Nerina flavescens (Robineau-Desvoidy, 1830)

Adia cinerella est une espèce d'insectes diptères, une mouche du genre Adia.
Elle vit du Territoire du Yukon au Groenland, au Mexique, en Géorgie, aux Bermudes et en Europe.